# Municipio de Shallotte
El municipio de Shallotte (en inglés: Shallotte Township) es un municipio ubicado en el  condado de Brunswick en el estado estadounidense de Carolina del Norte. En el año 2010 tenía una población de 26.545 habitantes.

## Geografía
El municipio de Shallotte se encuentra ubicado en las coordenadas 33°55′51.62″N 78°29′30.03″O / 33.9310056, -78.4916750.